# Taihu, Anqing
Taihu är ett härad som tillhör Anqings stad på prefekturnivå i provinsen Anhui i östra Kina.

## Administrativ indelning
Taihu är indelat i tio köpingar, fem socknar och en administrativ enhet på sockennivå.
Köpingar (zhen):

- Baili (百里镇)
- Beizhong (北中镇)
- Jinxi (晋熙镇)
- Mituo (弥陀镇)
- Niuzhen (牛镇镇)
- Siqian (寺前镇)
- Tianhua (天华镇)
- Xiaochi (小池镇)
- Xincang (新仓镇)
- Xuqiao (徐桥镇)

Socknar (xiang):

- Chengxi (城西乡)
- Dashi (大石乡)
- Jiangtang (江塘乡)
- Liufan (刘畈乡)
- Tangquan (汤泉乡)

Områden på sockennivå:

- Jingji Kaifaqu (ekonomisk utvecklingszon) (经济开发区)